# Crazy in Love
«Crazy in Love» (с англ. — «Безумно влюблена») — песня американской R&B-певицы Бейонсе, записанная при участии американского рэпера Jay-Z. Ноулз, Jay-Z и продюсер Рич Харрисон написали песню для дебютного альбома Ноулз Dangerously in Love. В треке присутствует семплинг из песни 1970 года The Chi-Lites «Are You My Woman (Tell Me So)», который служит духовым хуком песни.
Выпущенный 8 июля 2003 главным синглом альбома «Crazy in Love» достиг первой строки в чартах США и Великобритании и топ-10 во многих странах мира. «Crazy in Love» удостоился положительных откликов критиков и заработал для Ноулз несколько наград. В 2009 британский журнал NME признал песню лучшей в декаде. Песню также поместили на 3 место в списке Rolling Stone «Лучших Песен Декады», 4 место в списке Pitchfork Media «Топ-500 Треков 2000-х», 7 место в списке, созданном The Daily Telegraph и 6 место в списке Slant Magazine «100 Лучших Синглов Декады». Песня выиграла «Лучшую R&B Песню» и «Лучшее рэп/песенное совместное исполнение» на 46th Grammy Awards. «Crazy in Love» занял 118 место среди величайших песен за все времена в списке Rolling Stone 500 величайших альбомов всех времён. Позднее (29 июня 2018) журнал Rolling Stone назвал её лучшей песней XXI века.

## Предпосылка и написание
К июлю 2002 Бейонсе уже записала много песен для Dangerously in Love. Релиз альбома был назначен на октябрь 2002, однако он отложен несколько раз, чтобы извлечь выгоду из успеха сингла «Dilemma» американского рэпера Nelly, при участии участницы группы Destiny's Child Келли Роулэнд. Эти задержки помогли Ноулз вернуться в студию и записать больше песен.
Рич Харрисон уже приготовил демо песни «Crazy in Love» (изначально названное 'Безумие какое-то!') до того, как он встретил Ноулз. Он вспомнил: «Да, я придумал её в комнате, на самом деле, я особо ею не торговался, потому что иногда вам не хочется открываться, пока не будет всё в порядке. Люди реально не понимают этого, и вы оставляете их с неприятным осадком в душе. Поэтому это было чем-то, что я держал внутри, пока не получил звонок от Би».
Ноулз была представлена Харрисону за 3 месяца до того, как песня была записана. В студии Харрисон сыграл демо для Ноулз. После прослушивания семпла, Ноулз попросила Харрисона написать песню, дав ему 2 часа. Тему подкинула от Ноулз, когда появилась. Она продолжила: «Я ищу сейчас безумие», и Харрисон спел ей основу.
Будущий муж Ноулз, американский рэпер Jay-Z, также был вовлечён в создание песни. Около трёх часов утра, он пришёл в студию и записал рэп куплет, который он сочинил минут за 10, но не записал.

## Музыка и слова

«Crazy in Love» построена в аккорде Си♭ и Соль мажоре.

«Crazy in Love» — это песня о любви, сочиненная в тональности ре минор. Темп песни умеренный, 100 ударов в минуту, в кратном размере. Диапазон голоса Ноулз доходит до 1,5 октав в песне, от ля малой октавы до фа второй октавы. «Crazy in Love» построена на двух главных аккордах си♭ и соль, третьем интервале. Один из главных вокальных риффов использует традиционный ритм ковбелл, который часто можно найти в самбе и ей подобных. Помимо вибраций гоу-гоу, у «Crazy in Love» есть также влияния старого соула, которые идут от духового хука. Хук — это семпл песни Харрисона 1970 года «Are You My Woman? (Tell Me So)», изначально записанной группой из Чикаго The Chi-Lites.
Слова «Crazy in Love» сочинены с акцентом на куплет. Jay-Z открывает песню коротким речитативом. После того как Ноулз поёт «у-оу, у-оу», он продолжает монолог. Ноулз начинает первый куплет после припева. Затем идёт припев, ведущий ко второму куплету с речитативом. Песня движется к переходу, припеву, потом утихает с горнами.

## Отзывы критиков
Критики похвалили «Crazy in Love». Тим Сендра из AllMusic описала песню как «ошеломительный поп шедевр», в то время как Стивен Томас Эрлевайн с того же сайта сказал, что она «безумно притягательная». Дэрил Стердан, написавший для канадского веб-сайта Jam!, заметил «моментально запоминающиеся звуки горна» в песне. Энтони Декёртис для журнала Rolling Stone также отметил духовой семпл и подметил сотрудничество с Jay-Z, написав: «„Crazy in Love“ … ревёт из динамиков силой пульсирующего семпла горна и присутствия её парня Jay-Z». Марк Энтони Дил из международного интернет-журнала Popmatters похвалил фразу «у-оу, у-оу» как «привлекательную». MTV News посчитал песню «самым гордым моментом» альбома. «Crazy in Love» занял второе место в списке самых продаваемых синглов с 2000 года по данным Yahoo!.
В 2004 Ноулз получила три номинации на Грэмми за «Crazy in Love», в категориях «Запись Года», «Лучшая R&B Песня» и «Лучший Рэп/Спетый Союз», выиграв последние две. Награда «Запись Года» была выиграна Coldplay за «Clocks». Ремикс на «Crazy in Love» известный как «Krazy in Luv» (Maurice’s Soul Nu Mix) выиграл «Лучшая Ремиксованная Запись, Неклассическая». Он получил награду 2004 ASCAP Awards «Самая Совершенная Песня» и её издатель, EMI, получил похвалу «Издатель Года». VIBE Awards журнала Vibe также оценил песню как «Самый Крутой Союз в 2003». В Европе «Crazy in Love» выиграл награду «Лучшая Песня» на 2003 MTV Europe Music Awards. Песня также была принята ровесниками Ноулз на городских рынках и выиграла «Лучший Союз» на BET Awards в 2004. Журнал Entertainment Weekly поместил «Crazy in Love» на 47 строку в списке «100 Величайших Летних Песен».
В 2002 Ноулз подписала контракт с компанией Pepsi. Позднее она появилась в нескольких рекламах кампании продукта, и в одной из рекламных съёмок песня «Crazy in Love» была использована как музыкальное сопровождение. «Crazy in Love» была включена в официальный саундтрек к 2004 фильму Бриджит Джонс: Грани разумного. В 2004 она также была саундтреком американской комедии Белые цыпочки и Такси, голливудский ремейк французского фильма. Комедия 2007 года Удачи, Чак использовала «Crazy in Love» в своём саундтреке.

## Появление в чарте
«Crazy in Love» был коммерчески успешен в США. Ещё не выйдя в розничную торговлю, сингл уже заработал массовое внимание. Сингл достиг первой строки в Billboard Hot 100, официальном американском чарте синглов, основанном только на высокой ротации. На той же неделе он достиг первой строки, Dangerously in Love также дебютировал первой строкой в Billboard 200. Значительный радиоэфир, а позже и розничная торговля, помогли «Crazy in Love» достигнуть высот в чарте, позднее проведя 8 недель подряд на верхушке Hot 100, став для Ноулз первым синглом #1 в её сольной карьере. Бейонсе быстро превзошла саму себя с релизом второго сингла из альбома, «Baby Boy», который держался на первой строке в чарте на одну неделю больше, чем «Crazy in Love». Сингл держался в чарте 27 недель подряд в Hot 100, 15 из которых проведя в топ-10, и 26 из которых в топ-50. Песня была сертифицирована золотой по данным Recording Industry Association of America в 2004 за 500 000 цифровых продаж. В 2006 его Mobile Mastertone был также сертифицирован золотым. «Crazy in Love» наконец стала четвёртым самым колоссальным хитом 2003 года в США.
На международных рынках «Crazy in Love» также преуспел. Ноулз вошла в историю, будучи второй артисткой, у которой был и альбом номер один, и сингл номер один в Великобритании. Первой австралийской поп-певицей была Кайли Миноуг в 2001 с её альбомом Fever и его синглом «Can’t Get You Out of My Head». Считая вместе с карьерой её бывшей группы Destiny's Child, это стал третий сингл номер в Великобритании и был единственной песней, которая достигла верхушки чартов и в Великобритании, и в США в 2003. Этот сингл провёл три недели на первой строке в Великобритании, проведя в общей сложности 15 недель в топ-100, и достигший топ-10 во многих европейских странах. Он достиг второй строки в Австралии; «Crazy in Love» был сертифицирован платиновым по данным Australian Recording Industry Association с продажами выше 70 000 единиц, и, как выяснилось, 28 самый продаваемый сингл в Австралии.

## Клип

Бейонсе в клипе «Crazy in Love»

Клип на «Crazy in Love», выпущенный в мае 2003, был снят английским режиссёром Джейком Нава. Видео демонстрирует Бейонсе в различных танцевальных эпизодах. В начальной сцене Ноулз одета в майку без рукавов, короткие шорты и красные туфли на шпильке. Она выполняет артистичный сольный танец на бетонной плите. Сцена перемещается на золотую сцену, показывающую поддельную фотосъёмку, а после сцена передвигается к танцорам, представляющая Ноулз и подтанцовку, танцующие напротив стены, одетые в кепки и длинные штаны. Потом появляется Jay-Z и поджигает струю бензина, ведущую к машине, которая потом загорается. Он продолжает исполнять рэп перед горящей машиной, а Бейонсе танцует и вращается по кругу возле него, одетая в экзотическую шелковую ткань, а сверху меховую накидку, а потом срывает вентиль пожарного гидранта. Далее она танцует под струей бьющей во все стороны воды. Клип заканчивается тем, что Ноулз и её танцовщицы стоят напротив громадного вентилятора в ярких платьях в контрасте с более натуральными цветами фона, в клипе также снялась Кармит Бачар (одна из бывших Pussycat Dolls) как одна из танцовщиц.
Клип был восхвален критиками и заработал три награды на 2003 MTV Video Music Awards в категориях «Лучшее Женское Видео», «Лучшее R&B Видео» и «Лучшая Хореография».

## Версии и кавер-версии
У песни есть множество ремиксов, включая Rockwilder remix, Maurice’s Nu Soul remix и Juniors World remix. Эти песни появились на релизах сингла «Crazy in Love» под изменённым написанием «Krazy in Luv». Британское узко гармоничное трио The Puppini Sisters записали кавер-версию песни в альбоме «The Rise of Ruby Woo»; в дальнейшем на неё был сделан ремикс английской группой The Real Tuesday Weld. Версия песни включает азиатские релизы Dangerously in Love при участии рэпа на севернокитайском языке, исполненного американо-тайваньским певцом Ваннессом Ву, вместо исполнения Jay-Z.
С релиза песни многие артисты записали кавер-версии. В 2003 ирландский автор-песенник Мики Джо Харт записал акустическое исполнение «Crazy In Love» для благотворительного альбома Even Better Than the Real Thing Vol. 1. Альтернативная рок-группа Snow Patrol записала кавер-версию сессии BBC с Зейном Лоу. Кавер-версия была выпущена на второй стороне сингла «Spitting Games» и позже включена в сборник Cosmosonica — Tom Middleton Presents Crazy Covers Vol. 1. Дэвид Бирн исполнил вживую «Crazy in Love», на Hollywood Bowl в 2005. В 2007 американская альтернативная рок-группа Switchfoot сделал рок-версию, выпущенную в части CoverArt series сайта Yahoo!. Сохранив фундаментальные элементы песни, Switchfoot добавили свой «оттенок рока» в неё. Группа сняла клип для кавер-версии и был доступен на веб-сайте the Yahoo! Pepsi Smash. После исполнения песни в эфире на австралийской радиостанции Triple J, The Magic Numbers записали кавер-версию 2007 года компании Starbucks (Hear Music) сборнике Sounds Eclectic: The Covers Project. Британское узко гармоничное трио The Puppini Sisters сделало кавер-версию песни для альбома 2007 года The Rise and Fall of Ruby Woo. Индии-артист Dsico записал электронную кавер-версию песни, которая доступна для загрузки в интернете. Немецкая группа The Baseballs записала кавер-версию песни в стиле рока для их дебютного альбома Strike! в 2009. Antony and the Johnsons записали оркестровую версию песни как вторую сторону сингла 2009 года «Aeon». Актёрский состав сериала «Хор» исполнили попурри песен «Hair» и «Crazy in Love» в 1 сезоне эпизода «Hairography».
Стилизованная свинг версия стала саундтреком для фильма «Великий Гэтсби».
Кавер-версия была исполнена группой Kadebostany и использована в трейлере к фильму «50 оттенков серого»
Crazy In Love был исполнен вживую дважды на Australian Idol. В первый раз в первом сезоне конечным победителем Гайем Себастианом в конце второго решающего поединка, и во второй раз была более джазовая версия в 4 сезоне окончательной победительницей Джессикой Мобой на финальном шестом шоу Big Band.
Также эта песня была исполнена Ольгой Кляйн, участницей проекта «Голос» в России.

## Список композиций
Krazy in Luv EP
1. «Crazy in Love» — 3:56
2. «Krazy In Luv» (Adam 12 So Crazy Remix) — 4:29
3. «Krazy In Luv» (Rockwilder Remix) — 4:12

Европейский CD single
1. «Crazy in Love» — 4:09
2. «Crazy in Love» (Без Рэпа) — 3:43

Европейский макси-CD сингл
1. «Crazy in Love» (Версия Сингла) — 4:11
2. «Summertime» при участии. P. Diddy — 3:53
3. «Krazy In Luv» (Maurice’s Nu Soul Remix) — 6:27
4. «Krazy In Luv» (Rockwilder Remix) — 4:12
5. «Crazy in Love» (Расширенный Клип)

Британский сингл
1. «Crazy in Love» — 3:56
2. «Summertime» — 3:52
3. «Krazy In Luv» (Maurice’s Nu Soul Remix) — 6:29

## Отзывы критиков
Песня была на третьей строке в списке Rolling Stone's 2009 «50 Лучших Песен десятилетия» и первой в списке NME «Песни десятилетия».

## Чарты
| Чарт (2003)                                                       | Высшая позиция |
| ----------------------------------------------------------------- | -------------- |
| Австралия (ARIA)                                                  | 2              |
| Австралия (ARIA Urban)                                            | 2              |
| Австрия (Ö3 Austria Top 40)                                       | 6              |
| Бельгия/Фландрия (Ultratop 50)                                    | 5              |
| Бельгия/Валлония (Ultratop 50)                                    | 10             |
| Canada (Nielsen SoundScan)                                        | 2              |
| Croatia (HRT)                                                     | 1              |
| Дания (Tracklisten)                                               | 5              |
| Europe (European Hot 100 Singles)                                 | 1              |
| Финляндия (Suomen virallinen lista)                               | 12             |
| Франция (SNEP)                                                    | 21             |
| Германия (GfK)                                                    | 6              |
| Greece (IFPI)                                                     | 3              |
| Венгрия (Rádiós Top 40)                                           | 2              |
| Венгрия (Dance Top 40)                                            | 2              |
| Венгрия (Single Top 40)                                           | 3              |
| Ирландия (IRMA)                                                   | 1              |
| Италия (FIMI)                                                     | 5              |
| Нидерланды (Dutch Top 40)                                         | 2              |
| Нидерланды (Single Top 100)                                       | 2              |
| Новая Зеландия (Recorded Music NZ)                                | 2              |
| Норвегия (VG-lista)                                               | 5              |
| Poland (Polish Airplay Top 100)                                   | 9              |
| Romania (Romanian Top 100)                                        | 4              |
| Шотландия (OCC Scotland)                                          | 1              |
| Испания (PROMUSICAE)                                              | 2              |
| Швеция (Sverigetopplistan)                                        | 4              |
| Швейцария (Schweizer Hitparade)                                   | 3              |
| Великобритания (OCC UK Singles)                                   | 1              |
| США (Billboard Hot 100)                                           | 1              |
| США (Billboard Adult Pop Airplay)                                 | 29             |
| США (Billboard Dance Club Songs) · J. Vasquez & M. Joshua Remixes | 1              |
| США (Billboard Dance/Mix Show Airplay)                            | 1              |
| США (Billboard Hot R&B/Hip-Hop Songs)                             | 1              |
| США (Billboard Pop Airplay)                                       | 1              |
| США (Billboard Rhythmic)                                          | 1              |

| Чарт (2024)                | Высшая позиция |
| -------------------------- | -------------- |
| Мир (Billboard Global 200) | 195            |

| Чарт (2003)                                     | Позиция |
| ----------------------------------------------- | ------- |
| Australia (ARIA)                                | 28      |
| Australian Urban (ARIA)                         | 14      |
| Austria (Ö3 Austria)                            | 50      |
| Belgium (Ultratop 50 Flanders)                  | 20      |
| Belgium (Ultratop 50 Wallonia)                  | 40      |
| Brazil (Crowley)                                | 39      |
| Europe (European Hot 100 Singles)               | 14      |
| France (SNEP)                                   | 86      |
| Germany (Official German Charts)                | 37      |
| Ireland (IRMA)                                  | 12      |
| Italy (FIMI)                                    | 22      |
| Netherlands (Dutch Top 40)                      | 15      |
| Netherlands (Single Top 100)                    | 28      |
| New Zealand (Recorded Music NZ)                 | 24      |
| Romania (Romanian Top 100)                      | 39      |
| Sweden (Sverigetopplistan)                      | 33      |
| Switzerland (Schweizer Hitparade)               | 11      |
| UK Singles (OCC)                                | 15      |
| UK Urban (Music Week)                           | 3       |
| US Billboard Hot 100                            | 4       |
| US Dance Club Play (Billboard)                  | 38      |
| US Hot R&B/Hip-Hop Singles & Tracks (Billboard) | 14      |
| US Mainstream Top 40 (Billboard)                | 11      |
| US Rhythmic Top 40 (Billboard)                  | 11      |
| US Top 40 Tracks (Billboard)                    | 9       |

| Чарт (2000—2009)     | Позиция |
| -------------------- | ------- |
| US Billboard Hot 100 | 40      |

## Сертификации
| Регион | Сертификация   | Продажи   |
| --- | -------------- | --------- |
| Австралия (ARIA) | 11× Платиновый | 770 000   |
| Бельгия (BEA) | Золотой        | 10 000    |
| Канада (Music Canada) | 5× Платиновый  | 400 000   |
| Дания (IFPI Danmark) | Платиновый     | 90 000    |
| Греция (IFPI Greece) | Платиновый     | 2 000 000 |
| Италия (FIMI) | 2× Платиновый  | 200 000   |
| Япония (RIAJ) · Full-length ringtone | Золотой        | 100 000*  |
| Япония (RIAJ) · Ringtone | 2× Платиновый  | 500 000*  |
| Новая Зеландия (RMNZ) | Золотой        | 5000*     |
| Норвегия (IFPI Norway) | Золотой        | 5000*     |
| Португалия (AFP) | Платиновый     | 40 000    |
| Испания (PROMUSICAE) | 2× Платиновый  | 120 000   |
| Великобритания (BPI) | 4× Платиновый  | 2 400 000 |
| США (RIAA) | 6× Платиновый  | 6 000 000 |
| США (RIAA) · Mastertone | Золотой        | 500 000*  |
| * Данные о продажах приведены только на основе сертификации. · Данные о продажах + прослушиваниях приведены только на основе сертификации. · Данные только о прослушиваниях приведены на основе сертификации. |                |           |